# Aristippos von Larisa
Aristippos von Larisa (altgriechisch Ἀρίστιππος Arístippos; auch Aristippos von Larissa) war ein griechischer Politiker des späten 5. Jahrhunderts v. Chr. und Schüler des Rhetoriklehrers Gorgias. Er stammte aus der Stadt Larisa in Thessalien und gehörte dem Adelsgeschlecht der Aleuaden an. Die Aleuaden übten traditionell in Larisa die Macht aus und beeinflussten von dort aus die thessalische Politik maßgeblich, mussten sich aber einer starken Gegnerschaft erwehren. Sie unterhielten schon zur Zeit der Perserkriege gute Beziehungen zu den Persern, von denen sie in den Auseinandersetzungen mit ihren inneren Widersachern Unterstützung erhofften. Auch für Aristippos war das Verhältnis zum Perserreich ein Kernelement seiner Politik. Über sein Leben informieren zwei zeitgenössische Quellen: die Anabasis Xenophons und Platons Dialog Menon. 

## Politische Tätigkeit
Aristippos ist nicht ausdrücklich als Oberhaupt der Aleuaden bezeugt, hatte aber jedenfalls gegen Ende des 5. Jahrhunderts auf deren Seite eine führende Stellung inne. Allerdings war seine Macht von rivalisierenden Kräften bedroht. Lykophron, der Machthaber der bedeutenden thessalischen Stadt Pherai, versuchte ganz Thessalien unter seine Herrschaft zu bringen. Im September 404 v. Chr. besiegte er seine Gegner, zu denen die Aleuaden von Larisa gehörten, und fügte ihnen in der Schlacht schwere Verluste zu. In der Forschung umstritten ist, ob Lykophron damals bereits mit den Spartanern verbündet war, die sich im Peloponnesischen Krieg durchgesetzt hatten und nun die Vorherrschaft in Griechenland ausübten. Die von der militärischen Niederlage geschwächten Aleuaden wurden möglicherweise auch von inneren Feinden in Larisa bedrängt. Vielleicht mussten sie zeitweilig ins Exil gehen. Manche Forscher vermuten, dass führende Aleuaden, darunter Aristippos, in die Verbannung geschickt wurden, dies ist jedoch den Aussagen der Quellen nicht eindeutig zu entnehmen.
Auf der Suche nach Hilfe begab sich Aristippos zu seinem persischen Gastfreund Kyros, dem jüngeren Bruder des seit 404 im Perserreich regierenden Großkönigs Artaxerxes. Kyros war damals Satrap (Provinzgouverneur) von Lydien, Großphrygien und Kappadokien sowie Oberbefehlshaber der kleinasiatischen Truppen des Perserreichs. Von ihm erbat Aristippos den Sold für zweitausend Söldner auf drei Monate. Diese Summe war nach seiner Einschätzung für einen entscheidenden Sieg ausreichend. Kyros plante damals einen Aufstand gegen seinen Bruder, dem er die Herrschaft entreißen wollte. Ihm bot die Lage in Thessalien eine Gelegenheit, Söldner anwerben zu lassen, ohne bei Artaxerxes Verdacht zu erregen. Zu diesem Zweck gab er Aristippos den Sold für viertausend Söldner auf sechs Monate unter der Bedingung, vorerst keinen Frieden mit der Gegenseite zu schließen, sondern das Heer bis auf Weiteres in Bereitschaft zu halten.
Mit Hilfe der Söldner, die er mit dem persischen Geld entlohnte, konnte sich Aristippos 402/401 in seiner Heimat zumindest vorläufig durchsetzen. Nun begann die letzte Phase von Kyros’ Vorbereitungen für den Bürgerkrieg. Er gab Aristippos die Anweisung, in Thessalien Frieden zu schließen und ihm die Söldner zur Verfügung zu stellen. Darauf schickte ihm Aristippos im Jahr 401 ein Söldnerheer unter dem Kommando seines noch jungen Vertrauten Menon von Pharsalos. Menon traf mit tausend Hopliten (Schwerbewaffneten) und fünfhundert Peltasten (Leichtbewaffneten) in der Stadt Kolossai in Phrygien ein, wo sich Kyros aufhielt. Von dort zogen die Aufständischen, denen sich noch weitere griechische Truppen anschlossen, in den Krieg gegen Artaxerxes II. Der geringe Umfang von Menons Streitmacht lässt vermuten, dass Aristippos einen Teil der Söldner noch in Thessalien benötigte, also dort keinen entscheidenden Sieg errungen hatte.
Der Aufstand gegen den Großkönig scheiterte jedoch, da Kyros in der Schlacht bei Kunaxa ums Leben kam. Menon wurde von den Siegern zunächst verschont, aber später auf Befehl des Großkönigs getötet. Durch die Niederlage der Aufständischen büßte Aristippos seinen persischen Verbündeten ein. Dennoch gelang es den Aleuaden, mit Hilfe des Makedonenkönigs Archelaos I. ihre Herrschaft in Larisa zu sichern. Spätestens zu diesem Zeitpunkt ergriffen die Spartaner für Lykophron Partei, denn sie sahen in dem makedonischen Ausgreifen nach Thessalien eine Bedrohung.
Über das Ende von Aristippos’ politischer Machtstellung ist nichts überliefert. Im Jahr 395 übte ein Politiker und Feldherr namens Medios in Larisa die Macht aus und organisierte den weiterhin andauernden Kampf gegen Lykophron. Aristippos wird in Zusammenhang mit den damaligen Ereignissen, die der Geschichtsschreiber Diodor schildert, nicht erwähnt; er war offenbar tot oder nicht mehr von Bedeutung.

## Kulturelle Interessen und Beziehung zu Menon
Aristippos war ein Bewunderer des berühmten Rhetoriklehrers Gorgias, der sich einige Zeit in Larisa aufhielt. Er gehörte zu den Vornehmen, die dort am Unterricht dieses aus Sizilien stammenden Lehrmeisters teilnahmen. Gorgias verbreitete seine auf Überzeugungsfähigkeit abzielende Redekunst mit großem Erfolg und gewann in Thessalien zahlreiche Anhänger.
Platon erwähnt Aristippos in seinem Dialog Menon als Freund des noch jungen Menon. Nach Platons Darstellung hatte Aristippos zu Menon eine erotische Beziehung. Auch Xenophon setzt dies voraus; seiner Schilderung zufolge ernannte Aristippos den jungen (somit unerfahrenen) Menon zum Befehlshaber der Söldner, da er sein Liebhaber war. Dabei ist allerdings zu berücksichtigen, dass Xenophon Menon in sehr ungünstigem Licht darstellt.
Platons literarisch gestalteter Dialog ist nach Menon benannt, da dieser dort als Gesprächspartner von Platons Lehrer Sokrates auftritt. Das philosophische Gespräch mit Sokrates soll bei einem Aufenthalt Menons in Athen stattgefunden haben. Platon lässt Sokrates zu Beginn des Dialogs die Weisheitsliebe der Thessalier und namentlich des Aristippos loben. Dies ist allerdings ironisch gemeint, denn als Urheber der thessalischen Bildungsbestrebungen bezeichnet Sokrates Gorgias, dessen Einfluss er für verhängnisvoll hält.